# Данькув (Мазовецьке воєводство)
Данькув (пол. Dańków) — село в Польщі, у гміні Блендув Груєцького повіту Мазовецького воєводства.
Населення — 167 осіб (2011).
У 1975-1998 роках село належало до Радомського воєводства.

## Демографія
Демографічна структура станом на 31 березня 2011 року:
|          | Загалом | Допрацездатний вік | Працездатний вік | Постпрацездатний вік |
| -------- | ------- | ------------------ | ---------------- | -------------------- |
| Чоловіки | 87      | 20                 | 57               | 10                   |
| Жінки    | 80      | 13                 | 47               | 20                   |
| Разом    | 167     | 33                 | 104              | 30                   |